# Приключения Найджела
«Приключе́ния На́йджела» (стар. Приключения Найджля; англ. The Fortunes of Nigel) — исторический роман Вальтера Скотта, опубликованный в 1822 году. Действие происходит в период правления Якова I.
Критические отзывы современников были смешанными: Literary Gazette, Edinburgh Magazine приняли книгу тепло. Критике подвергся побочный сюжет леди Гермионы. The Examiner и The Gentleman's Magazine сочли его слабым, в частности, критикуя «отсутствие единства». Продажи были, тем не менее, очень высоки. По сообщению издателя Скотта Арчибальда Констебла, первые 7 тыс. копий в Лондоне были распроданы утром первого же дня, люди читали книгу на улицах.

## История создания
Почти сразу после завершения романа «Пират» в октябре 1821 года, Скотт начал работу над новой книгой. В первоначальный замысел входило создание книги-стилизации в эпистолярном жанре и представить её как подлинный исторический документ. Однако знакомые уговорили расширить замысел, отказаться от мистификации и написать полноценный роман. В предисловии к роману Скотт пишет:

После того как в романе «Эдинбургская темница» мне в какой-то мере удалось пробудить интерес читателя к судьбе женщины, лишенной достоинств, на которые может претендовать едва ли не всякая героиня, я поддался искушению и избрал героем своего последующего романа лицо столь же малообещающее.

Первый том был окончен до рождественских праздников, Скотт опирался на собственные знания и материалы, присланные издателем Арчибальдом Констеблом. При описании лондонского криминального района Эльзас Скотт опирался на сведения из пьесы Томаса Шедвелла «Эльзасский сквайр» (1688). По этому поводу Скотт заметил в предисловии, что из пьесы «автор извлёк кое-какие полезные сведения об отношениях между головорезами и ворами из Уайтфрайерса и их соседями, пылкими юными студентами из Темпла, о которых вскользь упоминается в этой комедии».
В марте 1822 года роман был практически окончен. Биограф писателя Пирсон Хескет отмечал литературные достоинства книги: «„Приключения Найджела“ — наиболее хитросплетенный и богато расцвеченный роман Скотта. В книге всё первоклассно: увлекательный сюжет, яркий фон, захватывающие повороты интриги, живые, запоминающиеся характеры; последние, как всегда у Скотта, — особое достоинство повествования. В романе действует очаровательная героиня, самая привлекательная у „автора „Уэверли““, если не считать Кэтрин Ситон, и герой, чьи отнюдь не героические качества превращают его едва ли не в живого человека. Великолепен образ сэра Мунго Мэлегроутера, да и портреты Джорджа Гериота, Мониплайза и дамы Сэдлчоп вряд ли выпишешь лучше. Но самое замечательное в книге — Иаков I. <…> Под пером Скотта он и стал самым полнокровным комическим образом исторического деятеля, какой мы встретим в романе или драме. По-человечески он много естественней и понятней, чем монархи у, Шекспира или Дюма, и куда занимательней».